# Ловчий
Ловчий — организатор охоты у великих князей, принцев, царей, королей в средневековых европейских государствах Франции, Польше, Литве, их федеративном государстве, в Русском царстве. С XVIII века в России стал называться егермейстером (при Петре II).

## Великое княжество Литовское
Среди ловчих Литвы наивысшую должность занимал ловчий великий (до 1569 года — надворный) литовский (пол. Łowczy wielki litewski, лит. Lietuvos didysis medžioklis). Он отвечал за организацию и проведение охот при дворе великого князя.

## Королевство Польское
Среди ловчих Польши наивысшую должность занимал ловчий великий коронный (пол. Łowczy wielki koronny, лит. Karūnos didysis medžioklis), который заведовал организацией и проведением охот при дворе короля. Ловчие существовали в Польше уже в начале XIII века, а в конце XIII века вошли в перечень государственных сановников.

## Россия
Первое упоминание — в «Поучении» Владимира Мономаха. Согласно летописи, владимирский князь Мстислав Данилович определил брать «ловчее» с берестьян за их измену (1289), то есть сбор в пользу ловчих. Профессор В. И. Сергеевич , на основании этого делает вывод, что в XIII веке только немногие места считались привилегированными, свободными от сбора «ловчих», что эта привилегия отменялась за крамолу и что «ловчее» было неодинаково. Он приводит также некоторые акты XV—XVI веков, свидетельствующие о существовании пошлин в пользу ловчих — вероятно, вместо натуральной повинности участия в охоте. Различались ловчие: охотники, псари, бобровники, сокольники, подлазчики, рыболовы, подлёдчики (подлёдный лов рыбы), неводчики. Ловчие и сокольничие, как заведующие звериными промыслами упоминаются в боярских книгах первые (с 1509), а вторые (с 1550), хотя сокольничий Михаил Степанович Еропкин-Кляпик принимал участие в московском посольстве в Литву (1503). Со времени появления сокольничего, эта должность нередко соединялась в одном лице с должностью ловчего. В сокольничьи и ловчие назначались люди не именитые, но некоторые из них, начав службу с ловчих, возвышались до думных дворян, окольничих и даже бояр. Таковы, например, Нагие и Пушкины, достигшие боярства. Ловчие могли всюду разъезжать, кормиться на счёт местных жителей, требовать их участия в охоте.
В исторических документах упомянуты Городовые ловчие Рязанского пути, Тверского пути и др., но все они подчинялись Ловчему Московского пути.

## Список ловчих
| Год | Чин                    | Фамилия, Имя, Отчество        | Примечания |
| --- | ---------------------- | ----------------------------- | --- |
| Василий III Иванович (1505-1533) |                        |                               | |
| 1509 | Ловчий                 | Нагой Михаил Иванович         | Первый известный ловчий |
| 1514 | Ловчий                 | Хомяков Борис Богданович      | Упомянуты ловчими в Смоленском походе (1514) |
| 1514 | Ловчий                 | Хомяков Алексей Богданович    | Упомянуты ловчими в Смоленском походе (1514) |
| | Ловчий                 | Проестев Давыд Григорьевич    | |
| 1534 | Ловчий                 | Дятлов Борис Васильевич       | Указан ловчим великого князя Василия Ивановича. |
| Иван IV Васильевич (1533-1584) |                        |                               | |
| До 1559 | Ловчий                 | Наумов Фёдор Михайлович       | При малолетстве Ивана Грозного произведён в окольничие (1559), оставаясь ловчим |
| 1550 | Сокольничей            | Наумов Иван Фёдорович         | Получив чин сокольничьего, оставался и ловчим |
| | Ловчий                 | Ловчиков Григорий Дмитриевич  | |
| | Сокольничей и Ловчий   | Бобрищев-Пушкин Иван Иванович | |
| 1574-1583 | Ловчий                 | Пушкин Иван Михайлович        | |
| Фёдор Иванович (1584-1598) |                        |                               | |
| | Ловчий                 | Замыцкой Дмитрий Андреевич    | Оставался ловчим и в правление Бориса Годунова |
| 1590 | Сокольничий            | Жеребцов Иван Алексеевич      | |
| Смутное время (1605-1613) |                        |                               | |
| | Ловчий                 | Пушкин Гаврила Григорьевич    | |
| | Сокольничий            | Измайлов Артемий Васильевич   | Пожалован в окольничьи |
| Романов Михаил Фёдорович (1613-1645) |                        |                               | |
| 1616 | Сокольничий            | Пушкин Гаврила Григорьевич    | Имел жалование 120 рублей, пожалован в думные дворяне |
| | Ловчий                 | Леонтьев Иван Фёдорович       | |
| | Сокольничий            | Гребенкин Мокряк Юрьевич      | Сокольничий, владел поместьем в Можайском уезде (1626). |
| Романов Алексей Михайлович (1645-1676) |                        |                               | |
| | Ловчий                 | Матюшкин Афанасий Иванович    | Ведал и соколиную охоту и считался любимцем государя, который страстно любил соколиную охоту |
| | Старший Подсокольничий | Хомяков Пётр Семёнович        | Приглашался за царский стол за удачную охоту |
| До 1649 |                        | Кельин Игнатий                | |
| | Сокольничий 1 статьи   | Табалин Парфентий Яковлевич   | |
| | Сокольничий 1 статьи   | Кельин Андрей                 | |
| |                        | Собакин Кирсан                | Нововыборный сокольничий 1 статьи, первый поддатень |
| |                        | Гаврилов Иван                 | Нововыборный сокольничий 1 статьи |
| 1649 |                        | Ярыжкин Иван Гаврилович       | Нововыборный сокольничий 1 статьи, по царскому указу (1649): стал писаться полным именем, жалован золотыми ефимками, платьем, сукном, прибавкой к жалованию, «да пара соболей». «За грехи… быть сосланному на р. Лену в оковах» |
| | Первый поддатень       | Кошелев Фёдор                 | |
| | Сокольничий 2 статьи   | Табалин Михей Фёдорович       | |
| | Сокольничий 2 статьи   | Комчатый Алексей              | |
| |                        | Плещеев Никита                | Упомянут как старый рядовой сокольник |
| | Второй поддатень       | Петров Наум                   | |
| | Сокольничий 3 статьи   | Григоров Леонтий Иванович     | |
| | Сокольничий 3 статьи   | Лабутин Влас                  | |
| |                        | Ерофеев Михаил (Дмитрий)      | Упомянут как старый рядовой сокольник |
| | Третий поддатень       | Мослов (Маслов) Кирьян        | |
| | Сокольничий 4 статьи   | Тулубьев Терентий Максимович  | |
| | Сокольничий 4 статьи   | Молчанов Григорий             | |
| | Четвёртый поддатень    | Батогов Елисей                | |
| | Соколиный подьячий     | Ботвиньев Василий             | Подьячий верховного соколиного пути |
| | Сокольничий            | Гавердовский Карп             | Сокольничий (1658). |
| Романов Фёдор Алексеевич (1676-1682) |                        |                               | |
| 1676 | Московский ловчий      | Философов Василий Иванович    | |
| Слабость здоровья царя Фёдора Алексеевича, неспособность к таким забавам царя Ивана V Алексеевича, склонность царя Петра I Алексеевича к другим забавам сделали данные чины ненадобными. |                        |                               | |